# بی‌محلی
بی‌محلی یا محل‌نگذاشتن (یا با ترجمهٔ تحت‌الفظی از انگلیسیِ «روح‌انگاری» یا «شبح‌انگاری») (انگلیسی: Ghosting) اصطلاحی محاوره‌ای است که به پایان‌دادنِ ناگهانیِ همهٔ ارتباطات و اجتناب از تماس با شخصی بدونِ هیچ هشدار یا توضیحِ آشکار و نادیده‌گرفتنِ هرگونه کوشش بعدی برای برقراری ارتباط گفته می‌شود.
این اصطلاح در اوایل دههٔ ۲۰۰۰ میلادی پدیدار شد و معمولاً در حوزهٔ قرار و روابط عاشقانه به کار می‌رود. در دههٔ پسین، رسانه‌ها از افزایشِ رفتارهای بی‌محلّانه خبر دادند که به افزایشِ استفاده از رسانه‌های اجتماعی و برنامه‌های دوستیابیِ برخط (آنلاین) منجر شده‌است. این اصطلاح در استفاده برای اقدامات مشابه در بین دوستان، اعضای خانواده، کارفرمایان و مشاغل هم گسترش یافته است.
شایع‌ترین علتِ بی‌محلی در یک رابطه شخصی، اجتناب از ناراحتیِ عاطفی در یک رابطه است. فردی که بی‌محلی می‌کند معمولاً درک اندکی از احساسی که در شخصِ مقابل ایجاد می‌کند دارد. بی‌محلی با اثراتِ منفی بر سلامت‌روانِ فرد دریافت‌کننده همراه است و توسط برخی از متخصصان بهداشت روان به عنوان یک گونه پرخاشگریِ منفعل و آزار روانی یا توصیف شده‌است.
بی‌محلی، بیشتر هم شده‌است. توضیحات مختلفی برای افزایش این پدیده ارائه شده است اما معمولا رسانه‌های اجتماعی مقصر شناخته می‌شوند. بسترهایی مانند برنامه‌های دوستیابی، سیاست‌های قطبی‌کننده و ناشناس بودن و انزوایِ نسبی در فرهنگ دوست‌یابی و ارتباطات امروزی که قطع ارتباط را آسان‌تر می‌کنند. افزون بر این، هر چه این رفتار رایج‌تر می‌شود، حساسیت‌زدوده‌تر هم می‌شود.
در سال ۲۰۱۴، یک نظرسنجی در یوگاو انجام شد تا ببینند آیا آمریکایی‌ها تا به حال به شریک زندگی خود را برای پایان دادن به یک رابطه بی‌محلی کرده‌اند یا نه. در یک نظرسنجی در سال ۲۰۱۴، با ۱۰۰۰ بزرگسالِ آمریکایی در مورد بی‌محلی مصاحبه شد پ نتایج نشان دادند که تنها بیش از ۱۰٪ از آمریکایی‌ها به فردی بی‌محلی کرده‌اند تا از او جدا شوند.